# Robert Hunter (cyklist)
Robert Hunter, född 22 april 1977 i Johannesburg, Sydafrika, är en sydafrikansk professionell tävlingscyklist som blev professionell 1999 med Lampre-Daikin. Han tävlade mellan 2007 och 2009 för Barloworld. När Barloworld lade ned efter säsongen 2009 blev Hunter anställd av Garmin-Transitions.
Hunter började cykla med kompisar när han var elva år och han började cykla seriöst när han var 13 år. Ett år senare fick han sin tävlingslicens av den sydafrikanska cykelorganisationen och valde då att tävla både på bana och på landsväg men tyckte inte att det var lika roligt att tävla på bana varför han fortsatte att tävla på landsväg. Dock tävlade han tolv år senare på bana med landsmannen Jean-Pierre Van Zyl.
1992 fick Hunter reda på att hans ryggsmärtor berodde på att han hade Scheuermanns sjukdom, en sjukdom som ger kutryggigheten, och Spondylolys, glidning av kotor. Han blev tillsagd att ta ett år ledigt från cykelsporten, men kom sedan tillbaka och tog under 1993 15 segrar i A-klassen.
I slutet av 1998 blev Hunter stagiaire (lärling) med Mapei-Bricobi och han blev professionell 1999 med Lampre-Daikin.
Hunter cyklade från 2007 till 2009 för Barloworld efter att det schweiziska UCI ProTour-stallet Phonak Hearing Systems, där Hunter var anställd mellan 2005 och 2006, var tvungna att lägga ner verksamheten 2006 efter Floyd Landis positiva dopningstest. 
Hunter är en sprinter och endagscyklist. Han har bland annat vunnit etapper på Vuelta a Espana 1999 och 2001. I början av säsongen 2002 vann Hunter Tour of Langkawi när han tävlade för Mapei-Quick Step. 2004 vann han Tour of Qatar 2004 sammanlagt. Samma år vann han också sprinttävlingen sammanlagt i Schweiz runt.
Hunter vann den elfte etappen mellan Marseille och Montpellier på Tour de France 2007 och blev den första sydafrikanen någonsin att vinna en etapp på det franska etapploppet.
Under säsongen 2008 vann Hunter de sydafrikanska tävlingarna Intaka Tech Worlds View Challenge 3, Intaka Tech Worlds View Challenge 4 och Cape Argus Pick 'n Pay Tour. Han vann också det portugisiska loppet GP Internacional CTT Correios de Portugal.
I februari 2009 slutade Hunter tvåa bakom Jaŭhen Hutarovitj på första etappen av Tour Méditerranéen. Två dagar senare vann sydafrikanen den fjärde etappen av tävlingen framför Luis León Sánchez Gil och Jussi Veikkanen. Hunter slutade tvåa på etapp 5 under samma tävling bakom vitryssen Hutarovitj. I början av mars vann han den första tävlingen av PPA Cape Argus Giro del Capo Challenge. Han slutade tvåa på den fjärde tävlingen bakom Arran Brown. Hunter vann etapp 3 av Giro del Trentino. Han slutade även på fjärde plats på etapp 2 av International Presidency Turkey Tour. I maj 2009 slutade Hunter tvåa på etapp 7 av Giro d'Italia 2009 bakom norrmannen Edvald Boasson Hagen. I mitten av juni slutade sydafrikanen på sjunde plats på etapp 2 av Ster Elektrotoer.
Under säsongen 2010 vann Robert Hunter etapp 1 och 2 av Tour of Murcia. I Tour of California slutade han på fjärde plats på etapp 1 bakom spurtarna Mark Cavendish, Juan José Haedo och Alexander Kristoff. Hunter lämnade Tour de France 2010 efter etapp 10, men innan dess, på etapp 4, tog han hem femte platsen bakom Alessandro Petacchi, Julian Dean, Edvald Boasson Hagen och Robbie McEwen.

## Stall
- Mapei-Bricobi 1998 (Stagiaire)
- Lampre-Daikin 1999–2001
- Mapei-Quick Step 2002
- Rabobank 2003–2004
- Phonak Hearing Systems 2005–2006
- Barloworld 2007–2009
- Garmin-Transitions 2010
- Team RadioShack 2011
- Garmin-Barracuda 2012–